# Wanda Midura
Wanda Halina Midura (zm. 7 stycznia 2019) – polska chemiczka, dr hab. nauk chemicznych.

## Życiorys
W 1973 uzyskała tytuł magistra na Uniwersytecie Łódzkim, a 26 października 2007 habilitowała się na podstawie oceny dorobku naukowego i pracy zatytułowanej Syntezy asymetryczne kontrolowane przez grupę sulfinylową. W 2009 została zatrudniona na stanowisku profesora nadzwyczajnego w Centrum Badań Molekularnych i Makromolekularnych PAN. Była recenzentem 3 prac doktorskich i kierownikiem jednej pracy naukowej Asymetryczne cyklopropanowanie chiralnych α-fosforylowanych winylowych sulfotlenków: nowa metodologia syntezy biologicznie czynnych związków opublikowanej 28 października 2007.

## Odznaczenia
- 2012: Srebrny Krzyż Zasługi[5]

## Publikacje
- 2005: Asymmetric Cyclopropanation of Optically Active Vinyl Sulfoxides a New Synthetic Approach to Biologically Active Compounds[1]
- 2005: Stereoselective Cyclopropanation of (S)-2-(p-Tolylsulfinyl)-2-Cyclopentenone with Sulfur Ylides and -Halo Carbanions[1]
- 2007: Synthesis and Selected Transformations of Optically Active Cyclopentenyl Sulfoxides: New Approach to Optically Active Cyclopentenones[1]
- 2013: Asymmetric synthesis of (R)-[2,2-2H2]-1- aminocyclopropane-1-phosphonic acid (ACPP derivative) conformationally constrained ACC analogue using chiral sulfinyl auxiliary[1]
- 2014: Asymmetric synthesis of cyclopropyl phosphonates using chiral terpenyl sulfonium and selenonium ylides[1]